# شیکهار سومان
شیکهار سومان (هندی: शेखर सुमन؛ زادهٔ ۷ دسامبر ۱۹۶۲) بازیگر، خواننده، تهیه‌کننده فیلم، کارگردان فیلم و مجری اهل هند است.
از فیلم‌ها یا برنامه‌های تلویزیونی که وی در آن نقش داشته‌است می‌توان به دزد ناشی، جشنواره، یکی بهتر از دیگری، بومی و سه‌گانگی اشاره کرد.